# Argemiro Roque
Argemiro Roque (* 30. Oktober 1923 in Itatiba; † 6. Februar 1998) war ein brasilianischer Sprinter und Mittelstreckenläufer.
Bei den Panamerikanischen Spielen 1951 in Buenos Aires wurde er Fünfter über 800 Meter.
1952 siegte er bei den Südamerikameisterschaften in Buenos Aires über 800 Meter und gewann Silber über 400 Meter. Bei den Olympischen Spielen in Helsinki schied er in beiden Disziplinen im Vorlauf aus.
1954 holte er bei den Südamerikameisterschaften in São Paulo Silber über 400 und 800 Meter. Im Jahr darauf wurde er bei den Panamerikanischen Spielen 1955 in Mexiko-Stadt Sechster über 800 Meter.
Bei den Südamerikameisterschaften 1956 in Santiago errang er Bronze über 400 und 800 Meter. 1958 in Montevideo wurde er Südamerikameister über 400 Meter und gewann Bronze über 800 Meter.

## Persönliche Bestzeiten
- 400 m: 47,7 s, 18. Oktober 1953, São Paulo
- 800 m: 1:51,9 min, 1957